# عقاب دریایی آفریقایی
عقاب دریایی آفریقایی (نام علمی: Haliaeetus vocifer) نام یک گونه از خانوادهٔ بازان و سردهٔ عقاب دریایی است.
عقاب دریایی آفریقایی، پرندهٔ ملی در کشور زیمبابوه است.

## نگارخانه

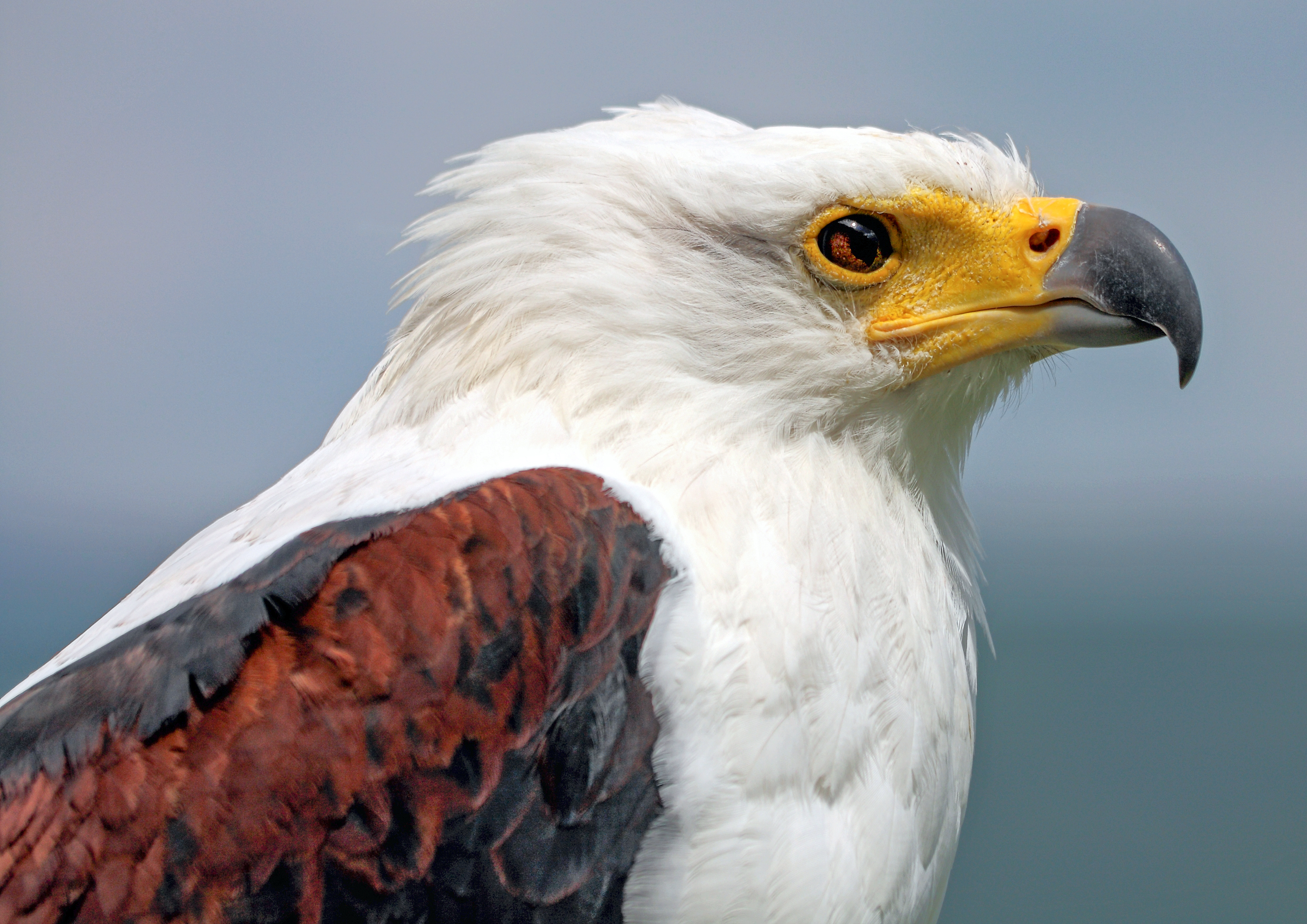
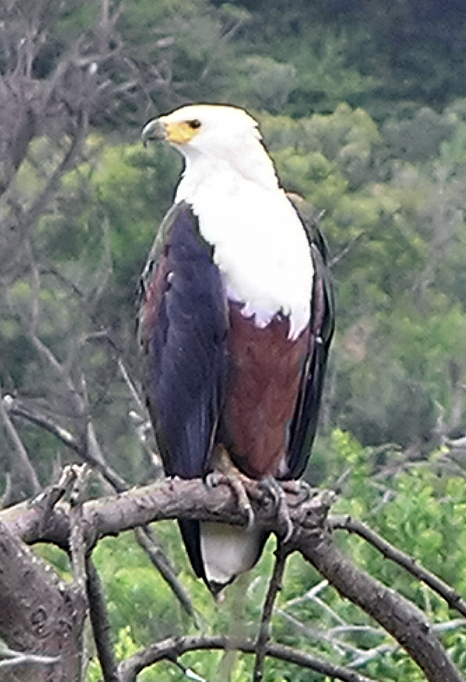
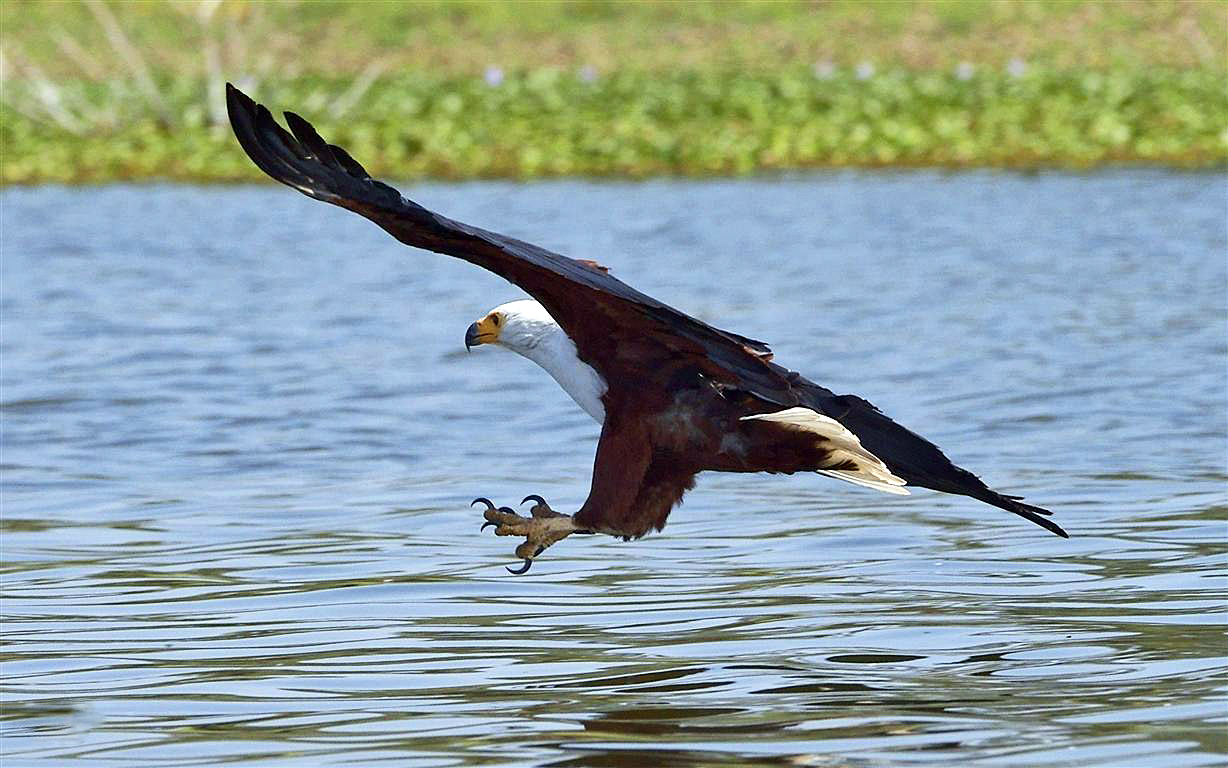
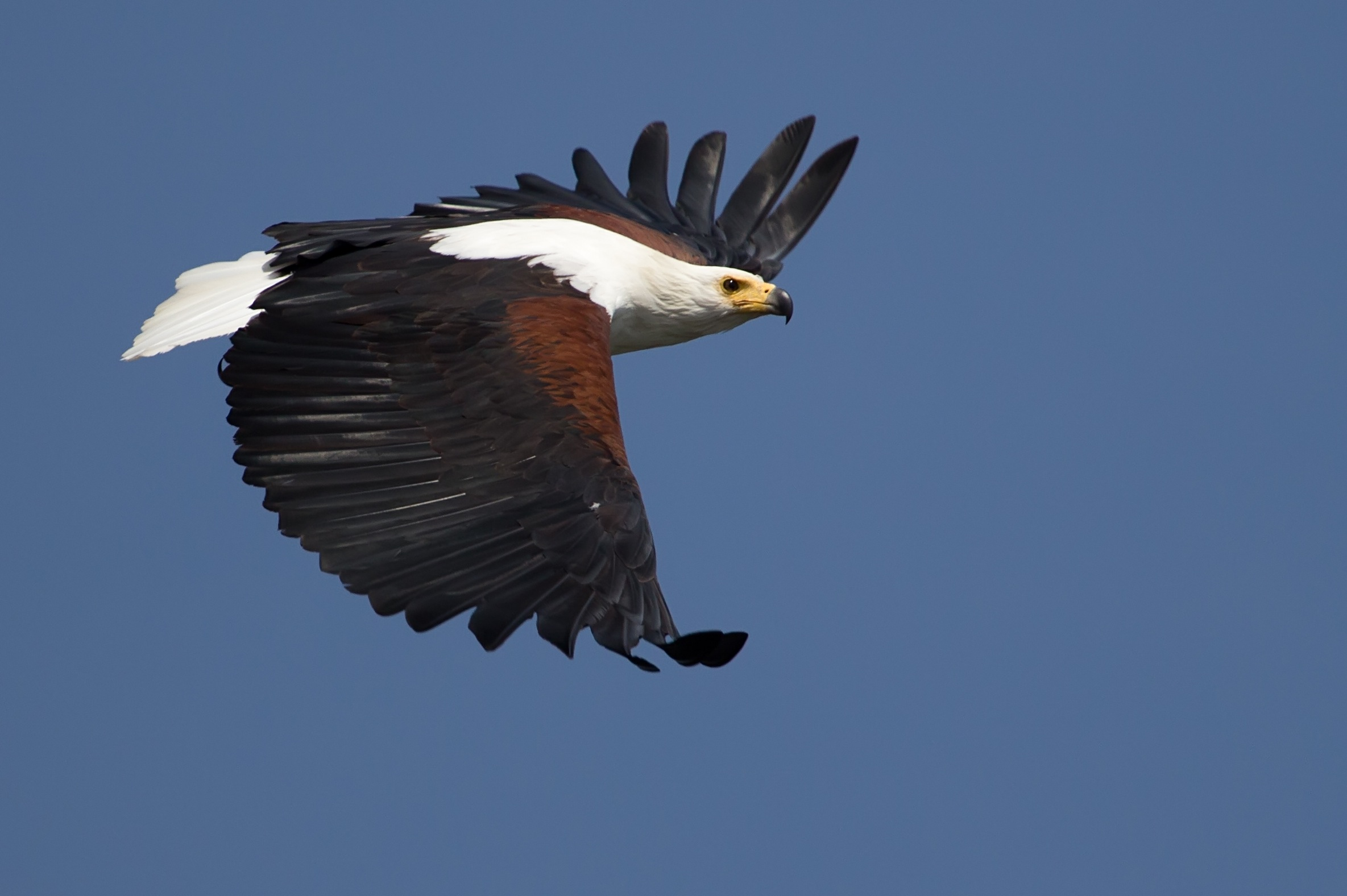